# Crisi d'Oka
El Conflicte mohawk del 1990 o la crisi d'Oka va ser una disputa per terra entre un grup de persones Mohawk i la ciutat d'Oka, al Quebec, Canadà, que va començar l'11 de juliol de 1990 i va durar. 78 dies fins al 26 de setembre de 1990 amb dues víctimes mortals. La disputa va ser el primer conflicte violent que es va donar a conèixer entre les Primeres Nacions i el govern canadenc a finals del segle xx.
El 1989 persones Mohawk anunciaren l'ampliació del camp de golf amb terres procedents d'un cementiri mohawk, cosa que despertà una forta oposició entre els indis. Des del març del 1990 la gent de la Casa Comunal de Kanahsatake i els guerrers es presentaren i organitzaren patrulles, muntaren guàrdia i alçaren barricades per evitar-ho. L'abril s'iniciaren negociacions entre la ciutat d'Oka, el Quebec i el Canadà, però començaren a córrer rumors d'enviaments d'armes. Aleshores demanaren ajut als guerrers, que organitzaren patrulles armades.
L'u de maig del 1990 els mohawk impediren a Oka el pas al territori de Pt Mercier. Un dels caps, Allan Gabriel, i la portaveu Ellen Gabriel, es manifestaren a Quebec i s'enfrontaren a la policia a Chateauguay i a l'exèrcit al moll de Dorval, provocant 75 ferits, 19 d'ells soldats. Amb ajuda de la Societat de Guerrers, dirigida per Billy Two Rivers i Ketih Miyow, aixecaren barricades. Reberen suport de l'escriptor i locutor de Grand River, Brian Maracle. Les autoritats arrestaren el líder de la Long House, John Cree, i apallissaren al guerrer Randy Horne. L'11 de juliol l'alcalde quebequès d'Oka, Jean Ouellette, demanà la intervenció policial i 100 SQ atacaren amb gasos, però en el tiroteig mataren el caporal Marcel Lemay. Com a resposta, els guerrers atacaren i bloquejaren Port Mercier, i amenaçaren de volar-lo, alhora que muntaven barricades a Kahnawake. Però els quebequesos de Châteauguay s'agruparen en consignes racistes i cremant efígies de mohawks.
El primer ministre canadenc, Brian Mulroney es negà a involucrar-se; només John Ciaccia, ministre d'afers nadius del Quebec, era partidari de negociar, però fou apartat del conflicte. Tant els nacionalistes quebequesos com Mulroney eren rancuniosos amb els indis, cosa que empitjorà la situació. El 8 d'agost Mulroney posà a disposició de Robert Bourassa uns 2.500 soldats de l'exèrcit canadenc; el 16 d'agost s'iniciaren converses amb els mohawk, però alhora els setjaren. Els mohawk van rebre suport de la Lliga Iroquesa i nomenen portaveus Lauren Thompson i Selma Delisle. Foren bloquejats per l'exèrcit federal i la policia quebequesa, però reberen suport dels altres indis, que convocaren una manifestació a Ottawa encapçalada per Oren Lyons i George Erasmus, un dels caps de l'Assemblea de Primeres Nacions, i amb Elijah Harper, Max Gros-Louis (cap dels hurons) i Jesse Jackson. Una setmana després, a Syracuse, es reuniren els Consells de la Confederació Iroquesa Onondaga i Grand River, presidida per Leon Shenandoha (Tatodaho) i on Samson Gabriel (Tekarikonen), sachem de Kahnesatake, va debatre en llengua mohawk. El 25 d'agost el Consell Hodenosaune envià una carta a Mulroney on demanaven negociacions i reconeixement de sobirania, però Mulroney ho considerava només com una qüestió d'ordre públic, sense tenir en compte que la violació de tractats indis era una violació del dret internacional (a Quebec, els indis no pogueren votar fins al 1968).
El 26 d'agost observadors del Drets Humans criticaren Quebec i Ottawa pel setge als mohawk, però el 27 Bourassa ordenà a l'exèrcit d'atacar, mentre una turba blanca els llençava pedres provocant la mort del mohawk Joseph Armstrong. El 29 els federals atacaren amb avions i tancs.
Després de 78 dies d'enfrontaments i negociacions entre el mohawk John Deom i el federal Bernard Roy, els de Kahnawake es rendiren a canvi de més autonomia i nivell de vida, però a Oka encara hi havia enfrontaments i tallament d'arbres.
Això provocà revoltes índies a la Colúmbia Britànica i Ontario, tot bloquejant trents i carreteres. Restaren setjats 40 guerrers i 12 periodistes. Finalment, el 8 de setembre assaltaren i colpejaren al guerrer Spudwrench, mentre el 18 atacaren i dispararen contra les cases comunals de Kahnawake, provocant ferides a 75 mohawk i 7 soldats. Els d'Oka oferiren deixar les armes si una comissió conjunta Quebec-Ottawa-Confederació Iroquesa-Organitzacions de Drets Humans presidien la retirada i el procés judicial, però fou rebutjada. Finalment, el 26 de setembre, els mohawks s'escaparen i els guerrers foren empresonats.